# Вовчикский сельский совет (Лубенский район)
Вовчикский сельский совет (укр. Вовчицька сільська рада) — входит в состав
Лубенского района
Полтавской области
Украины.
Административный центр сельского совета находится в 
с. Вовчик.

## Населённые пункты совета
- с. Вовчик
- с. Висачки
- с. Волчья Долина
- с. Кузубовка